# Абсалямов, Абдурахман Сафич
Абдурахма́н Абсаля́мов (Габдрахма́н Са́фич Абсаля́мов, тат. Ğabderahman Safa uğlı Əbsəlәmov, Габдрахман Сафа улы Әпсәләмов; 1911—1979) — татарский писатель и переводчик, журналист, военный корреспондент. Участник Великой Отечественной войны 1941–45 годов, лауреат Государственной премии Татарской АССР имени Габдуллы Тукая, депутат Верховного Совета СССР.

## Биография
Родился 15 (28) декабря 1911 года в селе Старое Аллагулово. По материалам московского историка Марата Сафарова, принадлежал к семье меховщиков.
В 1923—1929 годах учился в средней школе в Москве в Доме Асадуллаева. Участник литературного кружка Мусы Джалиля. В 1930—1937 годах работал слесарем на различных заводах Москвы (завод имени М. И. Калинина, завод Теплоэлектротехники, завод № 132), одновременно обучался в вечернем техникуме.
В 1936 году по рекомендации Мусы Джалиля поступил в Литературный институт имени А. М. Горького. В 1940 году по окончании вуза был направлен на работу в Казань. С 1941 года служил в рядах действующей армии, разведчик, командир миномётного расчёта морской бригады, военный корреспондент. Служил на Карельском и Первом Дальневосточном фронте. C 1946, после демобилизации, — ответственный секретарь в журнале «Совет әдәбияты» («Советская литература»).
С 1963 — заместитель председателя Союза писателей Татарской АССР. Работал в республиканском комитете Защиты мира, был членом бюро Казанского горкома партии, делегатом XXII съезда КПСС. Член СП СССР. Один из наиболее значительных и известных татарских прозаиков XX века. Его произведения неоднократно издавались в переводе на русский язык.
Умер 7 февраля 1979 года в Казани. Похоронен на Татарском кладбище в Ново-Татарской слободе Казани.

## Произведения
- «Магинур» — первый рассказ Абсалямова, опубликован в 1937 году в журнале «Совет әдәбияты»;
- Романы «Золотая Звезда» («Алтын йолдыз»; «Орлята» в др. переводе);
- «Газинур» (о Герое Советского Союза Газинуре Гафиатуллине, 1950);
- «Огонь неугасимый» («Сүнмәс утлар»), «Вечный человек» («Мәңгелек кеше») (1960), «Белые цветы» («Ак чәчәкләр»);
- Рассказы, очерки;
- Перевёл на татарский язык «Молодую гвардию» А. А. Фадеева, «Весну на Одере» Э. Г. Казакевича, «Героический корабль» А. С. Новикова-Прибоя, повести А. П. Гайдара, Н. С. Лескова, рассказы А. П. Чехова, М. М. Пришвина, Д. Н. Мамина-Сибиряка, Дж. Лондона, Г. де Мопассана и многие другие произведения.

## Награды и премии
- орден Ленина (28.10.1967)
- орден Октябрьской Революции (27.12.1971)
- орден Трудового Красного Знамени (14.06.1957)
- орден Красной Звезды (09.09.1945)
- медаль «За боевые заслуги» (20.09.1944; был представлен к ордену Красной Звезды)
- Республиканская премия имени Габдуллы Тукая (1959)

## Семья
- супруга - Магина Измайловна Абсалямова-Чумарина
- дочь — Ляля — преподаватель английского языка, жена музыканта Алексея Козлова.
- сын — Булат (1946—1995) — учёный-экономист, к.э.н., преподаватель Казанского финансово-экономического института.
- внук — Тимур Булатович (род. 1993) — директор музея им. А. С. Абсалямова.
- внучка — Альбина Булатовна (род. 1981) — поэт.

## Память

Могила Абсалямова

Похоронен на Ново-Татарском кладбище в Казани. В Казани и Набережных Челнах в его честь названы улицы.

## Экранизации
- «Ак чәчәкләр» многосерийный фильм, (ТНВ) (2015)